# مهدی نوری (روحانی)

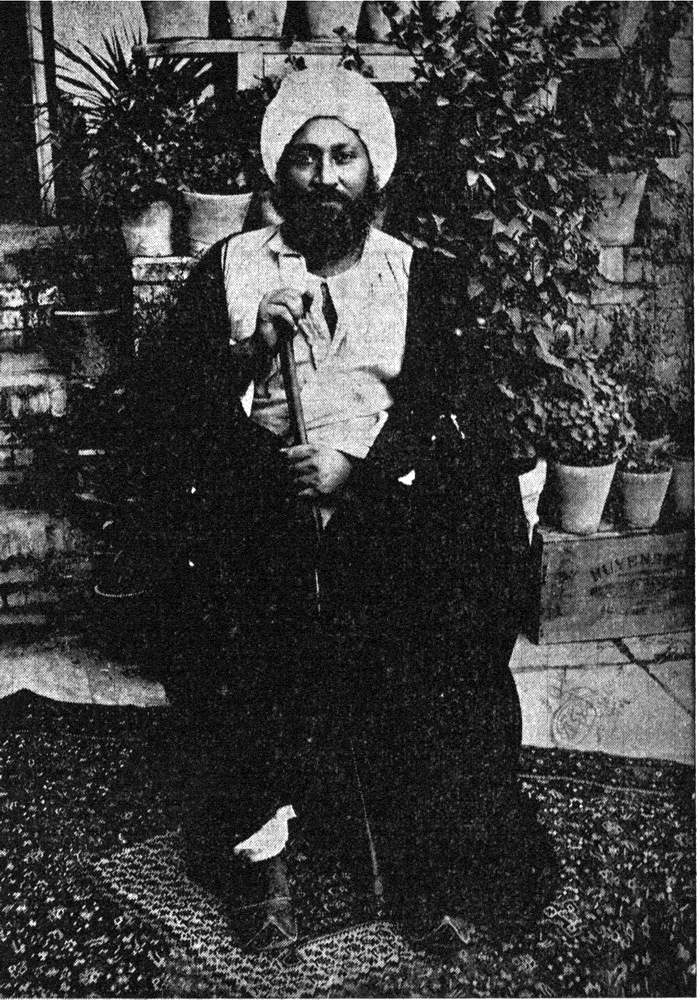
شیخ مهدی نوری

مهدی نوری از مبارزان جنبش مشروطه و روحانی شیعه ایرانی بود. او فرزند ارشد مجتهد طراز اول تهران، شیخ فضل الله نوری و پدر  کیانوری بود. او در منطقه نور مازندران به دنیا آمد و در تهران به قتل رسید.

## قتل
گویا در اواخر زمستان ۱۲۹۳ در کوچه‌ای نزدیک خانه‌شان با تیر او را از پشت می‌زنند. ظاهراً علت این بوده‌است که همان روز در خیابان لاله‌زار بالای یک سکو می‌رود و علیه تزاریسم روسیه، که ارتش آن شمال ایران را اشغال کرده بود، سخنرانی می‌کند و شب او را می‌کشند.
ناظم‌الاسلام کرمانی روایت دیگری از قتل شیخ مهدی را به نقل از خاطرات عبداله بهرامی، بیان می‌کند. در این روایت، آقاجان، قاتل شیخ مهدی در بازجوئی تکیه کلامش این بوده که به جهت انتقام خون «آقا» (شیخ‌فضل‌الله)، شیخ مهدی را کشته‌است. یک سال بعد از دستگیری و محکومیت آقاجان، رئیس روسی قزاق‌خانه، از رئیس‌الوزراء وقت، درخواست تحویل آقاجان را نمود و او را جزء یکی از هنگ‌های قزاق به ولایت فرستاد. بهرامی در روایت خود می‌افزاید از سرنوشت آقاجان اطلاعی ندارد و شاید هم نامش را عوض کرده و آدم مهمی شده باشد. مصاحبه‌کننده روایت بهرامی را پذیرفتنی‌تر می‌داند که به کنایه قاتل شیخ مهدی یعنی آقاجان را عامل روسیه تزاری می‌داند.
نکتهٔ مورد تأمل دیگر در گزارش مورخان آن است که گزارش‌گران به‌طور کلی از مخالفان سرسخت شیخ بوده و چه بسا نگارش تاریخ را فرصتی برای تصفیه حساب شخصی و خطی خویش با شیخ انگاشته‌اند. توجه به این نکته نیز دیوار بی‌اعتمادی را بین خواننده و آن‌ها ضخیم‌تر ساخته و پژوهش‌گران را وامی‌دارد که برای درک «واقعیّت» ماجرا به جست‌وجوی اسناد و مدارک دست اول تاریخی برخیزند. برای نمونه، می‌توان به «ناظم الاسلام کرمانی» اشاره کرد که شیخ فضل‌الله نوری او را به علت درج مقالات کفرآمیز در روزنامهٔ «کوکب دری» تکفیر کرده و کرمانی نیز از این امر بسیار ناراحت بود.
صاحب، ناشر و نویسنده روزنامه کوکب دری ناظم‌الاسلام کرمانی و مدعی در قتل شیخ فضل‌الله نوری، خانواده و همراهانش در سال اول شماره ۱۳ روزنامه کوکب دری در حمله به شیخ فضل‌الله نوری می‌نویسد: «شما مردم نادان چرا این قدر اعتقاد به این اشخاص دارید که در هزار و سیصد سال قبل به یزید بن معاویه یاغی شد، (یزید) قشون فرستاد، خود و همراهانش را کشتند. حالا این مردم روضه خوانی می‌نمایند، خرج می‌دهند و مال خود را بی جهت تفریط می‌نمایند، یک جماعتی به خاک کربلا اعتقاد دارند، این خاک چه مزیت و برتری با خاکهای دیگر دارد.»

## انجمن کوشندگان مشروطه‌خواه
ملک‌زاده می‌گوید: شیخ مهدی فرزند شیخ فضل‌الله نوری، به مشروطه خواهان پیوست، با پدر به مخالفت برخاست، عضو انجمن مخفی کوشندگان مشروطه‌خواه شد، روز توپ بستن مجلس، پیشاپیش گروهی به یاری مجلس شتافت، مدتی در باغشاه در بند بود، بار دیگر به کوشندگان پیوست. رسول‌زاده در یادداشت‌های خود می‌نویسد:... جوان است… مشروطه‌پرست است… پس از بمباران مجلس پانزده روز در باغشاه زیر غل و زنجیر بوده و سرانجام با وساطت پدرش (شیخ فضل‌الله نوری) از تهران تبعید شده بوده‌است.
نورالدین کیانوری، فرزند شیخ مهدی، در خاطرات خود و هنگام گفتگو از خانواده، گفته‌های ناظم الاسلام دربارهٔ شیخ مهدی را نقل می‌کند. کیانوری دربارهٔ شیخ مهدی می‌گوید: «او چند روز پیش از بازداشت شیخ به او گفته بوده که در محافل مشروطه‌خواهان چنین نقشه‌ای برای شیخ مطرح است و به او پیشنهاد کرده بود که به قم برود تا اوضاع کمی آرام شود» (کیانوری، نورالدین، خاطرات نورالدین کیانوری. صص ۳۶–۳۵)
ملک‌زاده همچنین می‌گوید: «میرزا محمد نجات برای نگارنده نقل کرد که همان موقعی که شیخ را اعدام کردند من به عمارت تخت مرمر رفتم و شیخ مهدی را دیدم زیر درخت چناری نشسته و گریه می‌کند.»

## اقدامات
ناظم‌الاسلام کرمانی درکتابش تاریخ بیداری ایرانیان به فعالیت‌های او این گونه اشاره می‌کند
آقای شیخ مهدی پسر فضل‌الله نوری، که از مجاهدین است، محرک شده‌است در مدرسه صر و مسجدشاه، صدرالعلما و عده زیادی از سادات و طلاب کفن به گردن انداخته، قرآن در دست، بدون اسلحه عازم بر رفتن به مجلس و امداد از ملت بودند… … آقا میرزا مهدی پسر شیخ فضل‌الله نوری، اجناس و گندم و برنج املاک پدرش را فروخته، پول نقدی به دست آورده، ۳۰ نفر تفنگچی مهیا و با خود همدست کرده و مخارج آن‌ها را متقبل شده‌است و آن‌ها را برداشته وارد رشت شده‌است و رفته‌است بالا منبر… و نیز مسموع گردید از رشت تلفن کرده‌اند: یا مشروطیت را بدهید یا آماده جنگ باشید… عده مقتولان تحقیقات معلوم نیست، ۳۵ نفر می‌گویند. تمام‌مدت جنگ دو ساعت و نیم بیشتر نبوده. تمام دولتیان تسلیم شده امنیت گرفتند. قریب دو هزار تفنگ از دولتیان گرفته شده‌است. ۳۰۰ قبضه پنج تیر است… آقا شیخ مهدی پسر شیخ نوری و آقاسیدیعقوب شیرازی و آقا سیدعبدالرحیم خلخالی نگارنده روزنامه مساوات در اینجا هستند و کمیسیون تشکیل‌یافته مرکب از ۲۲ نفر و ترتیبات شهری راجع به آن‌ها است.

## غارت کتابخانه خاندان نوری
حسین محدث نوری و خاندان نوری دارای کتابخانه و مرکز اسناد جامع معتبر و بی‌نظیری که در ایران و خاور میانه نظیر آن در کمیّت و کیفیّت یافت نمی‌شد. محدث نوری تلاش‌های زیادی جهت پیدا کردن آثار قدیمی شیعه و حفظ آن‌ها از آسیب نابودی داشته و این امر در برخی از نامه‌نگاری‌های وی با علمای شیعی کاملاً واضح است. آن کتاب‌خانه شامل هزاران جلد کتاب نفیس و نسخه‌های خطی ارزشمند و گران‌بها و کم‌نظیر یا منحصر به فرد بود. حسین محدث نوری فهرست کتابخانه بی‌نظیر خویش که به ترتیب الفبایی نوشته شده و در مقدمه‌اش به تفصیل در خصوص کتاب و نویسندگی سخن گفته‌است. پس از مرگ حسین محدث نوری شیخ فضل‌الله نوری وارث، صاحب و محافظ کتابخانه و مرکز اسناد بود. پس از مسمومیت حسین محدث نوری، قتل شیخ فضل‌الله نوری و شیخ مهدی پسر فضل‌الله نوری کتابخانه به کلی پراکنده یا به غارت رفت. در میان اسناد و کتاب‌ها نسخه اصلی خطی:
- تألیفات محدث نوری مستدرک الوسائل شامل نسخه خطی ۲۳ هزار حدیث (شامل ۷۵ کتاب) ,نجم الثاقب فی أحوال امام الغائب، کشف الأستار عن وجه الغائب عن الأبصار، لؤلؤ و مرجان، فصل الخطاب فی تحریف الکتاب، … ;
- شجره نامه‌های خانواده‌های اصیل ایرانی و سادات؛
- نامه‌های تاریخی، اسناد جغرافی ایران و منطقه که بر اساس آنها زیر نظارت میرزای شیرازی فارس نامه ناصری نوشته شده؛
- نسخه‌های اصلی خطی تألیفات فلسفه، اصول شیعیان و دیگر مذاهب؛
- نسخه‌های اصلی خطی تألیفات در شعر، طب، ادبیات، تاریخ و … ;
- نامه‌ها و اجازه‌نامه‌ها و کتاب‌های نایابی همانند «نقض عثمانیه» ابن طاووس.

## شایعهٔ دست‌زدن به هنگام مرگ شیخ فضل‌الله
گفته می‌شود که شیخ مهدی نوری در زمان به دار آویختن پدرش، شیخ فضل‌الله، کف می‌زد. اما به گفتهٔ مخالفان این ادعا توسط سرهنگ ساواک نظام نوابی و فرخ‌دین پارسا (هردو جزو دستگیر کنندگان و مراقبان در زمان محاکمه مخفی و از مجریان اجرای حکم اعدام شیخ فضل‌الله نوری) اولین بار پنجاه سال بعد از زمان به دار آویختن شیخ فضل‌الله در خرداد ۱۳۴۲ مطرح شده‌است و به همان صورت پخش و تکرار شده.
به گفتهٔ موسی نجفی «شیخ زمانی که آقای لنکرانی ۱۶–۱۵ سال داشت به دار آویخته شد آقای شیخ حسن لنکرانی در جریان‌های نهضت مشروطه قرار داشت و در صحنه اعدام حضور داشته‌است.
«من از ایشان سؤال کردم آیا مهدی نوری فرزند شیخ‌فضل‌الله نوری و پدر نورالدین کیانوری رئیس حزب. در زمان اعدام شیخ فضل‌الله نوری دست زد و گفت نه، مشروطه خواهان چون از شیخ فضل‌الله نوری متنفر بودند در پایتخت هو انداختند.»
محمدعلی کاتوزیان نیز در این باره می‌گوید: «از وی چند فرزند باقی‌مانده که هادی، ضیاءالدین و مهدی از آنانند. کیانوری، تندرکیا (بهلول) و سید حسین نصر از نوادگان وی‌اند. پیرامون مهدی نسبت‌های بسیار شایع است ولی طبق گزارشی، وی نه تنها با اعدام پدر موافق نبوده که مخالف آن نیز بوده‌است.»

## خانواده
او فرزند شیخ فضل‌الله نوری و سکینه نوری (دختر محدث نوری)
نوهٔ (پدری) عباس کجوری نوری پیش‌نماز و آسیه مجتهد نوری (خواهر بزرگتر محدث نوری) و نوهٔ (مادری) محدث نوری و دختر شیخ عبدالرحیم بروجردی بود.
اسامی همسران: زهرا سلطانی نوری (فرزند میرزا محمد حسن سلطانی نوری (معروف به محمد حسن معین) نوهٔ کاظم سلطان نوری) و شوکت متین دفتری.
فرزندان: نورالدین کیانوری (استاد دانشگاه تهران و آکادمی معماری برلین)، اختر کیانوری (استاد دانشکده پزشکی دانشگاه لایپزیگ)، ربابه کیانوری، ابولقاسم کیا، محمد علی کیا رئیس شعبه مرکزی بانک ملی و محمود کیانوری (معاونت علمی دانشگاه جنگ و همراه محمود افشارطوس از بنیاد گذاران "افسران ملی") می‌باشند.
خواهرانش (در کنار اسم خانوادگی همسرانشان): زینب الشریعه (صالح-بهبهانی)، انیس الشریعه (مرضیه) (آشتیانی)، احترام الشریعه (شهمنش اراکی)، بدیع الزمان (آشتیانی)، منیره (بهزادی).
برادرانش: ضیاالدین کیا، هادی نوری، جلال‌الدین کیا.

## استادان
حسین محدث نوری (پدربزرگ) ،عبدالرحیم بروجردی، شیخ فضل‌الله نوری (پدر)، میرزا هادی نوری، میرزا علی نوری، میرزا حسن نوری، میرزا قاسم نوری.